# Rudolf Markschläger
Rudolf Markschläger (* 26. November 1890 in Wien; † 11. November 1982 in Altmünster, Oberösterreich) war ein österreichischer Politiker der  Christlichsozialen Partei (CSP).

## Ausbildung und Beruf
Nach dem Besuch der Volks- und Bürgerschule besuchte er die Lehrerbildungsanstalt Linz - Salesianum. Die Matura machte er im Jahr 1909. Er arbeitete als Praktikant bei einer Teppichfirma und später als provisorischer Volksschullehrer in Gosau, Altmünster, Vorchdorf, Gmunden und Bad Ischl. 1911 wurde er definitiver Lehrer in Ebensee, im Jahr 1913 Oberlehrer der Volksschule in Altmünster, später Hauptschullehrer für Deutsch, Geographie und Geschichte in Linz und Perg. 1938 arbeitete er als Bezirksschulinspektor für den Bezirk Vöcklabruck (bereits seit 1935 provisorisch tätig), wurde aber in ebendiesem Jahr 1938 außer Dienst gestellt. Danach war er administrative Hilfskraft beim Kreisschulrat in Gmunden. Im Jahr 1945 übernahm er die Führung der Geschäfte eines Bezirksschulinspektors für den Schulbezirk Gmunden. Von 1946 bis 1955 war er Bezirksschulinspektor für den Bezirk Vöcklabruck.

## Politische Funktionen
- Schriftführer der Katholischen Landeslehrervereinigung
- Obmann-Stellvertreter des Bezirkslehrerverbandes Gmunden
- Mitglied der Österreichischen Reichslehrerkammer und der Oberösterreichischen Landeslehrerkammer
- 1919: Mitglied des Gemeinderates von Altmünster
- 1945: Bürgermeister von Altmünster

## Politische Mandate
- 10. November 1920 bis 1. Oktober 1930: Mitglied des Nationalrates (I., II. und III. Gesetzgebungsperiode), CSP
- 2. Dezember 1930 bis 2. Mai 1934: Mitglied des Nationalrates (IV. Gesetzgebungsperiode), CSP